# SN 2009ed
SN 2009ed – supernowa odkryta 24 kwietnia 2009 roku w galaktyce A092341+5024. W momencie odkrycia miała maksymalną jasność 17,90m.